# Зангезурская экспедиция
Зангезурская экспедиция (азерб. Zəngəzur ekspedisiyası); также Зангезурская операция, Азербайджанское вторжение в Зангезур или Битва за Зангезур — вторжение азербайджанских регулярных войск из Карабаха в Зангезур, оспариваемый молодыми республиками Азербайджана и Армении, с целью устранения последнего барьера между Турцией и Азербайджаном, сопровождавшееся аналогичным вторжением нахичеванского ополчения при поддержке 2 турецких взводов из Нахичевана.

## Предыстория
В 1917 году, после революции в России Зангезур управлялся межнациональным советом расположенным в Герюсы, но постепенное ухудшение отношений между двумя народами завершилось в конце того же года принятием мусульманами решения создать отдельную администрацию в деревне Дондарлу.
Межнациональная война в Зангезуре, как и на других территориях со смешанным армяно-азербайджанским населением, началась еще в 1918 году. В результате столкновений 1918 года местная армянская администрация (т. н. Центральный национальный совет Зангезура), не зависящая от армянского правительства, установилась в большей части Зангезура, в то время как местные азербайджанцы сохранили за собой Баргушатский хребет, отделявший Герюсы и Татев от Кафана и Мегри, и горы к северу от Герюсов.
Ни Азербайджан, ни Армения не могли распространить свой контроль над уездом, однако в январе 1919 года британское командование на Кавказе подтвердило назначение правительством Азербайджана Хосров-бека Султанова на должность генерал-губернатора Карабаха и Зангезура, что вызвало протесты армянской стороны. На это последовал ответ азербайджанской стороны. Британское командование настаивало, чтобы стороны дождались решения Парижской мирной конференции.
Требования Армении отдать Зангезур еще более усилились после передачи Шарур-Нахичевани Армении британцами. 6 марта 1919 в Герюсы прибыл подполковник Арсен Шахмазян (Шахмазов) с приказом от армянского правительства содействовать вхождению Зангезура в состав Армении. Через три недели он участвовал в конференции уездных лидеров Зангезура, которая реорганизовала армянский руководящий орган уезда, также переименовав его в Региональный Совет Зангезура и Карабаха. Однако, несмотря на название, власть органа ограничивалась Зангезуром. Совет, главной целью которого было вхождение этого спорного региона в состав Армении, состоял из дашнаков, большевиков и внепартийных — 7 местных лидеров и 5 изгнанных из Карабаха. Николай Овсепян возглавил гражданскую администрацию, в то время как Шахмазян продолжил работу в качестве временного комиссара и связного офицера с Эриванью. Армяне приготовились бросить вызов Азербайджану и даже британскому командованию. Требования британского генерала Шаттлворта и майора Монка-Масона признать власть Азербайджана оказались безрезультатны.
С середины апреля начались боевые действия между местными мусульманами (преимущественно азербайджанцами, в меньшей мере, курдами) и армянами. В результате, многие азербайджанцы центрального Зангезура были выбиты к границам уезда, степи на востоке или в Иран. В связи с кровопролитием Азербайджан выразил протест, но правительство Армении отрицало нарушения. 21 июня газета «Азербайджан» опубликовала сообщение Хосров-бека Султанова о том, что армяне закрыли проходы и 10 тысяч мусульманских кочевников с 150 тысячами голов домашнего скота застряли в горах. Султанов потребовал от правительства разрешение на исполнение «своих обязанностей перед десятками тысяч людей».
В Азербайджане начали готовиться к установлению контроля над Зангезуром после победы на остальных фронтах летом 1919 года. Менее чем через неделю после установления контроля над Карабахом председатель партии Мусават Мамед Эмин Расулзаде, превознося освобождение Карабаха и Ленкорани и борьбу жителей Нахичевана за объединение с Азербайджаном, заявил, что пришло время освободить Зангезур и открыть дорогу на Джульфу. Между тем, протурецкие круги в Азербайджане, несмотря на недовольство британских комиссаров, наращивали сотрудничество как с султанским правительством в Константинополе, так и турецкими националистами в Анатолии. Армянская разведка в ноябре сообщала, что посланник Азербайджана в Турции Мир Юсуф-бек Везиров набрал 30 турецких офицеров и совещался с младотурками относительно борьбы за Зангезур. Британская разведка скоро подтвердила это донесение, добавив, что Везиров провел переговоры с турецким министром иностранных дел об оборонительном союзе.
Азербайджан начал военное наращивание для удара по позициям местных армянских сил (в дальнейшем сообщалось о наличии и армянских регулярных войск) в Зангезуре, и уже к концу октября экспедиционное войско из нескольких тысяч человек было на боевой готовности в Джебраиле и долине реки Акера, племя Гаджи-Шамлу было готово ударить по Герюсам с гор на севере и нахичеванские партизаны во главе с турецким офицером Халил-беем направлялись к Сисиану через ущелья.
На фоне растущей напряженности к 26 октября правительства Азербайджана и Армении договорились о двусторонней конференции в Баку, которая была назначена на 20 ноября 1919 года. Однако, пока вяло проходила официальная переписка между правительствами двух стран, напряженность в спорных районах не спадала. Хосров-бек Султанов распространил листовки на русском, тюркском (азербайджанском) и армянском языках, где обвинял «темные силы» в разрушении нескольких сел и изгнании тысяч невинных людей и призывал зангезурских армян избавиться от так называемых патриотов, которые ввергали регион в хаос и нищету. Султанов опроверг слухи о том, что установление азербайджанской власти будет сопровождаться резней и порабощением армян, приведя в пример Карабах. Также он указал на то, что Зангезур, как и Карабах, зависит от евлахской дороги и, в любом случае, не сможет существовать в изоляции.

Я обращаюсь к вам, народ Зангезура, рабочие и крестьяне, … покажите, что вы не имеете отношения к анархистским и авантюристским элементам. Я гарантирую вам неприкосновенность личности и имущества, и я всегда сдерживал свое слово. Однако, если вы продолжите поощрять преступные элементы, то у меня будет достаточно сил, чтобы заставить вас признать власть Азербайджанской республики, и в этом случае ответственность за кровопролитие будет лежать на вас. 
В это же время, во второй половине октября, Азербайджан отверг план американского представителя в Закавказье полковника Рея по созданию нейтральной зоны в Шарур-Нахичевани, так как изначально согласие было дано с условием, что армянские войска покинут Зангезур, в то время как наблюдалось наращивание их военной силы.
Между тем, в Герюсах армянская администрация и военное командование готовилось к боевым действиям. Региональное правительство, заявив, что Зангезур не повторит унизительную судьбу Карабаха, 26 октября объявило всеобщую мобилизацию. Разведка доложила, что азербайджанское вторжение начнется в начале ноября.
29 октября командующий азербайджанскими экспедиционными войсками генерал Шихлинский приказал авангарду во главе с капитаном Ибрагимовым направиться к армянским позициям у Тега и доставить ультиматум об открытии дороги на Герюсы. 3 ноября Япон (Ованнес Паронян) телеграфировал в Эривань, что военные действия неизбежны. Битва за Зангезур началась за считанные часы.

## Боевые действия
Oперация по захвату Зангезура началась 4 (по другим данным, 3) ноября из Карабаха, где сконцентрировались азербайджанские военные. Параллельно началось вторжение из Нахичевана, откуда местное ополчение начало наступление на Сисиан, в то время как 2 турецких взвода пытались пробиться к оставшимся мусульманским центрам центрального Зангезура. Первый день боев окончился рядом поражений защитников.
Утром 6 ноября армянское ополчение во главе с полковником Шахмазяном сбило курдское ополчение Султанова с перевалов Кечалдала и у озера Казыгель, чем поставило группу генерал-майора Едигарова в трудное положение. Со стороны армян действовали 2 гаубицы и, как полагал Едигаров, регулярные силы. Спешный отход курдов, совершенно потерявших устойчивость, и угроза обхода правого фланга Едигарова не дали ему возможность, развивая свой успех, занять Ханазах (ныне Хнацах). Его части к 12 часам занимали Хознавар и высоту Дагмелик.
Группа полковника Левестама на рассвете 6-го сбила противника с его позиции на южном берегу Забуха, к 16 часам заняла в 3 верстах впереди ее исходное положение для атаки позиции по линии Аравус — Дыг и южнее его. На южный берег Забуга перешли и стали на позицию 2 гаубицы и 4 горные пушки.
Наиболее упорное сопротивление встретил батальон закатальцев. Атаковавшие части поднимались по почти отвесным скалам под сильным ружейным и пулеметным огнем противника. Однако азербайджанской артиллерии удалось выбить армян из окопов. По словам генерала Шихлинского противник понес большие потери, только в одном пункте было насчитано 18 трупов. Группа Левестама потеряла двух убитыми и 18 ранеными, потери Едигарова были неизвестны.
На 7 ноября Шихлинский отдал приказ Левестаму взять Дыг и закрепиться, а Едигарову — взять Ханазах и содействовать Левестаму.
7 ноября группа Левестама при содействии 6 горных орудий и 2 гаубиц повела наступление на Дыг. Со стороны армян действовали 2 легких орудия, к которым в 10 часов присоединились 4 гаубицы, сосредоточившие огонь на азербайджанской артиллерии. Последняя уничтожила легкие орудия противника и также сосредоточилась на гаубицах. Около 10 часов армянской коннице, ошибочно принятой азербайджанцами за своих, удалось атаковать с левого фланга и произвести среди солдат Закатальского полка замешательство. Атака была отбита благодаря офицеру пулемётной команды Гянджинского полка, который открыл огонь из пулемёта во фланг конницы. Вслед за конницей на левый фланг азербайджанцев начала атаку армянская пехота, однако она была отбита двумя ротами Джеванширского полка, выдвинутых из резерва. Около 15 часов на правом фланге группы Левестама было замечено скопление пехоты и конницы армян, что вынудило Левестама отказаться от идеи взятия Дыга. С наступлением темноты положение на левом фланге стало очень неустойчивым, что привело к беспокойству солдат. Ввиду переутомления людей и выяснившейся невозможности закрепить за собой Дыг, Джавад-бек Шихлинский решил отвести группу на северный берег Забуга и занять исходное положение.
Потери азербайджанцев, согласно азербайджанской стороне, составили 45 убитыми и 75 ранеными. Согласно П. Дарабади, потери только одной из двух колонн Зангезурского отряда составили 48 убитых и пропавших без вести солдат и офицеров, а также 79 ранеными 

## Итог
Зангезурский кризис, который из-за отдаленности места боевых действий только к концу операции стал достоянием общественности, угрожал поглотить все закавказские республики, и представители союзников и грузинское правительство попытались положить конец военным действиям. Так, 13 ноября представители союзников в Закавказье полковник Рей и Оливер Уордроп предупредили, что обе стороны пострадают на Версальской конференции, если не прекратят раз и навсегда боевые действия. Армянская сторона сразу же ответила на их запросы готовностью к мирным переговорам, при этом обвинив Азербайджан в двуличной политике ведения боевых действий во время обсуждения двусторонней конференции. Между тем, армянские отряды под предводительством Гарегина Нжде, назначенным в Зангезур в августе 1919 года, начали операцию против азербайджанских селений, поддержавших вторжение в районах Мегри и Капан в самом центре Зангезура. В результате Нжде захватил Каджаран, Окчи, Пирудан и ряд других селений. Защитники были вырезаны, а население изгнано.
16 ноября 1919 года британский представитель в Закавказье Оливер Уордроп телеграфировал в Лондон, что армяне, добившись успеха, пытаются добиться мира, пока ситуация не обернулась против них. Уордроп указывал вину и армян, провоцировавших азербайджанцев жестоким обращением и возмутившим азербайджанскую общественность изгнанием тысяч мусульман из своих домов, и азербайджанцев, под влиянием турок надеявшихся внезапным ударом взять Зангезур. При этом Уордроп сомневался в причастности к этому премьер-министра Азербайджана Усуббекова.
В тот же день полковник Рей потребовал у Усуббекова и премьер-министра Армении Хатисова встретиться с ним 20 ноября. Зангезурская экспедиция, ранее отрицаемая Министерством иностранных дел Азербайджана, стала известна широкой общественности, что заставило Усуббекова согласиться на приглашение и признать участие азербайджанских регулярных войск в боевых действиях в Зангезуре. При этом он возложил ответственность на Армению, подстрекавшую зангезурских армян на восстание, из-за чего азербайджанское правительство было вынуждено помочь генерал-губернатору Султанову разобраться с пробольшевистскими мятежниками, предотвратить дальнейшее разрушение и репатриировать беженцев.
19 ноября Усуббеков и Хатисов встретились в Тифлисе, и после нескольких дней переговоров при участии полковника Рея и министра иностранных дел Грузии Гегечкори, 23 ноября, был подписан мирный договор.
Тем не менее, боевые действия в Зангезуре на этом не закончились. Нжде продолжил военные действия против азербайджанских сел центрального Зангезура, продолжились этнические чистки азербайджанского населения со стороны дашнакских предводителей. Зангезурский вопрос остался открытым.

## Комментарии
1. ↑  См. предысторию к восстаниям в Карсе и Шарур-Нахичевани
2. ↑  22 августа 1919 года было подписано соглашение между Азербайджаном и Армянским национальным советом Карабаха о временном признании юрисдикции Азербайджана над Карабахом до рассмотрения вопроса на Парижской мирной конференции. В конце августа 1919 года азербайджанские войска окончательно устанавливают азербайджанскую власть на Мугани в Ленкорани, где начиная с 1918 года шла борьба между белыми и большевиками. В начале июля начинается восстание мусульман в Нахичеванском, Сурмалинском, Шарурском, Эриванском уездах, что приводит к освобождению большей части Шарур-Нахичевани от армянской власти.